# Anton Vogt (Bibliothekar)
Anton Vogt (geb. vor 1504; gest. nach 1529) war Bibliothekar des Klosters St. Gallen.  
Er stammte aus Konstanz und ist für das Jahr 1509 als Konventuale in St. Gallen bezeugt. Ab 1514 war er Subdekan, 1529 Küchenmeister und Bibliothekar. Er ist der Verfasser der Schriften Benedictiones, Cantus, Lectiones (1521–1523) und Lectionarium et Collectae (Pars aestivalis). Wohl im Verlaufe des Jahres 1529 bekannte er sich zur Reformation, obschon er am 20. Februar 1529 unter Eid geschworen hatte, beim römisch-katholischen Glauben zu verbleiben. Er wurde mit einer Aussteuer abgegolten.